# Nemesis Game
Nemesis Game ist ein US-amerikanischer Thriller von Jesse Warn aus dem Jahr 2003.

## Inhalt
Im Mittelpunkt steht die Studentin Sara Novak, die zufällig in einem nächtlichen U-Bahnschacht ein Rätsel an der Wand entdeckt, das sie zu einem neuen Rätsel führt. Wenn alle Rätsel gelöst sind, offenbare sich der Sinn des Lebens.

## Kritiken
„Atmosphärisch düsterer Thriller mit einer überzeugenden Hauptdarstellerin, der es versäumt, die Beweggründe seiner Protagonistin plausibel zu machen. Zudem gerinnt die Verrätselung der Geschichte zum Selbstzweck.“

„Stilvoller Psychothriller mit Horrornote.“

„Horror, Psychothrill und Teenage-Angst feiern ein harmonisches Stelldichein im sorgfältig inszenierten, sauber vorgetragenen, inhaltlich letztlich nicht zur gänze befriedigenden Fantasykrimi […] Vor der in kalter Pracht erstarrten Kulisse des nächtlichen Toronto entspinnt sich ein bizarr-wendungsreiches Rätsel […]“

## Auszeichnungen
Der Film gewann 2003 bei den New Zealand Film and TV Awards in den Kategorien Best Cinematography, Best Design, Best Editing und Best Makeup je einen Film Award. Er wurde außerdem für fünf weitere Kategorien des Film Award nominiert.